# Июнь 2019 года

Список событий июня 2019 года.

## События
- 1 июня
  - В России вступили в силу поправки в закон «О связи», согласно которым отменяется национальный и внутрисетевой роуминг.[1]
  - В российском городе Дзержинск (Нижегородская область), а также в посёлках Пыра, Желнино, кордон Лесной, после серии взрывов боеприпасов на заводе по производству тротила введён режим чрезвычайной ситуации. Пострадали в результате происшествия 84 человека, из них 16 госпитализированы, два человека пропали без вести. Взрывной волной в радиусе 3 км выбило стёкла в домах. Повреждено около 70 детских садов и 31 школа[2].
- 2 июня
  - В украинском городе Харьков активисты националистических движений сбросили с постамента бюст советского военного деятеля Георгия Жукова, на его место они установили флаг Украины[3].
- 3 июня
  - По приказу председателя Военного совета Судана Абделя Фаттах аль-Бурхана спецназ разогнал лагерь мирных протестующих в столице. В результате погибло более 100 человек, около сорока тел были брошены в реку Нил, сотни были подвергнуты пыткам, насилию и изнасилованиям на улицах Хартума[4][5].
  - В Шри-Ланке подали в отставку все исповедующие ислам министры и их заместители, обвинив правительство в неспособности обеспечить безопасность проживающих в стране мусульман, которые подвергаются нападкам после совершённых исламистами в день Пасхи терактов в христианских церквях, в результате которых погибло несколько сотен человек. Ранее выгнать мусульман из правительства требовал освобождённый незадолго до этого радикальный буддистский идеолог Галагода Атхтхе Гнанасара[6].
- 5 июня
  - В Чехии около 120 тысяч человек вышли на улицы с требованиями отставки премьер-министра Андрея Бабиша. Это крупнейшие в стране протесты после «бархатной революции», завершившейся падением коммунистического режима[7].
  - Китайская аэрокосмическая научно-техническая корпорация (CASC) впервые осуществила пуск четырёхступенчатой твёрдотопливной ракеты-носителя «Чанчжэн-11» с морской платформы в Жёлтом море, доставив на низкую околоземную орбиту 7 коммерческих спутников[8].
- 6 июня
  - В центре Москвы по пути на встречу с коллегой задержан журналист Иван Голунов[9]. В последующие дни общественная реакция на дело Голунова приняла беспрецедентный размах.
  - Назначено новое правительство Финляндии — кабинет Ринне[10].
- 8 июня
  - В литовском городе Тракай открылся 7-й Форум свободной России, представляющий российскую оппозицию. На него съехались участники из 60 российских регионов. Форум длился два дня[11].
- 9 июня
  - В Гонконге около миллиона человек вышли на улицы для участия в акции протеста против нового законопроекта об экстрадиции[12].
- 10 июня
  - В Дагестане группа граждан снесла находящийся рядом с Кизляром пограничный столб с надписью «Чеченская Республика, Шелковской р-н». По мнению снесших, столб был установлен в неправильном месте и сдвигал границу в пользу Чечни[13].
- 11 июня
  - Полиция прекратила дело журналиста Ивана Голунова и освободила его из-под домашнего ареста. Однако многие активисты собираются выйти на запланированный в Москве 12 июня марш в его поддержку и против фабрикации подобных дел.[14][15]
  - В Ботсване отменён принятый в период колониализма закон, предусматривающий уголовное наказание за гомосексуальные отношения[16].
- 12 июня
  - В Москве в День России полиция задержала 549 человек на марше в поддержку корреспондента «Медузы» Ивана Голунова и против фабрикации уголовных дел[17][18].
  - В Казахстане третий день продолжаются стихийные митинги граждан, не согласных с результатами прошедших 9 июня президентских выборов, на которых победил ставленник Назарбаева Касым-Жомарт Токаев. По официальным данным задержаны более 700 человек, в целях борьбы с протестами власти ограничили доступ к соцсетям[19].
- 13 июня
  - В Оманском заливе совершено нападение на два нефтяных танкера — Front Altair и Kokuka Courageous. Предположительно за атакой могут стоять иранские спецслужбы[20].
  - В Венесуэле, переживающий острый кризис, введены банкноты номиналами в 10, 20 и 50 тысяч боливаров. После проведённой в августе 2018 года деноминации, когда деньги обесценились в 100 тысяч раз, номинал самой крупной купюры составлял 500 боливаров. По состоянию на 13 июня 2019 года 1 доллар по официальному курсу стоит 6,14 тысяч боливаров[21].
- 14 июня
  - В Эквадоре легализованы однополые браки[22].
- 16 июня
  - В результате масштабного сбоя в энергосетях компании «Edesur» произошло полное отключение электричества на всей территории Аргентины и Уругвая, а также частичное отключение в ряде районов Бразилии, Парагвая и Чили[23].
  - В своём архипастырском послании митрополит Екатеринбургский и Верхотурский Кирилл (Наконечный) заявил, что Церковь отказывается от намерения возвести храм в Екатеринбурге на территории сквера. Также, по его словам, «У нас не осталось щёк, которые мы ещё не подставляли под удар. Верующие надеются, что нынешняя уступка — последняя»[24].
  - Лучшим фильмом 30-го российского фестиваля «Кинотавр» признана картина «Бык» Бориса Акопова[25].
- 17 июня
  - Из расположенного в Пензенской области села Чемодановка, в котором накануне в результате межэтнического столкновения между цыганами и местными жителями один человек погиб, а ещё несколько пострадали, выехали все цыгане[26].
  - В башкирском городе Сибай, в котором уже более 8 месяцев продолжаются попытки тушения горящего заброшенного карьера, зафиксировано превышение предельно допустимой концентрации (ПДК) хлороводорода в воздухе в 4 раза. Ранее фиксировалось лишь превышение ПДК диоксида серы и сероводорода. Источник выброса хлороводорода не установлен[27].
- 18 июня
  - Совет ООН по правам человека призвал власти Египта провести независимое расследование обстоятельств смерти бывшего президента страны Мухаммеда Мурси[28].
- 20 июня
  - В Москве открыли четыре новые станции метро «Коммунарка», «Ольховая», «Прокшино» и «Филатов луг»[29].
  - В столице Грузии Тбилиси начались стихийные многотысячные акции протеста. Протестующие попытались взять штурмом здание парламента, но были жёстко разогнаны полицией, которая применила против них резиновые пули. Поводом для акций стало выступление в грузинском парламенте занявшего кресло спикера депутата из России, отношения Грузии с которой находятся в кризисе после войны 2008 года и признания Россией независимости Абхазии и Южной Осетии[30].
- 21 июня
  - В белорусском городе Минске состоялась церемония открытия Вторых Европейских игр[31].
- 23 июня
  - В украинском городе Киев прошёл Марш равенства[укр.][32].
  - В крупнейшем городе Турции Стамбуле проходят повторные выборы главы города, итоги более раннего голосования, прошедшего в марте 2019 года, были отменены после победы оппозиционного кандидата Экрема Имамоглу[33]. Победу повторно одержал Имамоглу, он набрал 54 % голосов[34].
- 24 июня
  - На территории воинской части в городе Арыс произошёл взрыв[35]. Все жители и пострадавшие были немедленно эвакуированы в безопасное место[36]. 3 человека погибли[37], 89 человек госпитализированы[38]. Всего эвакуированы свыше 40 тысяч человек. Причина серии взрывов устанавливается.
  - Глава Ингушетии Юнус-Бек Евкуров обратился по телевидению к жителям республики и заявил, что в ближайшее время покинет свой пост[39].
  - Итальянские города Милан и Кортина-д’Ампеццо на сессии Международного олимпийского комитета в Лозанне получили право принять зимние Олимпийские и Паралимпийские игры 2026 года[40].
- 27 июня
  - В Иркутской области из-за наводнения, вызванного проливными дождями и вышедшими из берегов реками Уда, Бирюса, Ут, Икейка, Кирей и Ия, был введён режим чрезвычайной ситуации[41]. Затоплено 13 населённых пунктов, включая город Тулун[42].
  - В Бурятии в аэропорту Нижнеангарска при аварийной посадке потерпел крушение пассажирский Ан-24. Два человека погибли[43][44][45].
  - Полиция в Эфиопии арестовала 56 членов политической партии «Амхара»[46].
  - О намерении покинуть компанию Apple заявил главный дизайнер Джонатан Айв[47].
- 28 июня
  - После 20 лет переговоров заключено соглашение о свободной торговле между ЕС и странами Меркосур[48].
  - В Генуе взорван мост Понте-Моранди, частично обрушившийся в 2018 году[49].
- 30 июня
  - В Баку состоялось открытие 43-й сессии Комитета Всемирного наследия ЮНЕСКО[50].